# Pollington
Pollington – wieś w Anglii, w hrabstwie East Riding of Yorkshire. Leży 50 km na zachód od miasta Hull i 249 km na północ od Londynu. W 2001 miejscowość liczyła 939 mieszkańców.